# Distrito electoral de Lemley (condado de McPherson, Nebraska)
Lemley (en inglés: Lemley Precinct) es un distrito electoral ubicado en el condado de McPherson en el estado estadounidense de Nebraska. En el Censo de 2010 tenía una población de 115 habitantes y una densidad poblacional de 0,31 personas por km².

## Geografía
Lemley se encuentra ubicado en las coordenadas 41°25′50″N 100°46′55″O / 41.43056, -100.78194. Según la Oficina del Censo de los Estados Unidos, Lemley tiene una superficie total de 370.35 km², de la cual 370.33 km² corresponden a tierra firme y (0%) 0.02 km² es agua.

## Demografía
Según el censo de 2010, había 115 personas residiendo en Lemley. La densidad de población era de 0,31 hab./km². De los 115 habitantes, Lemley estaba compuesto por el 100% blancos, el 0% eran afroamericanos, el 0% eran amerindios, el 0% eran asiáticos, el 0% eran isleños del Pacífico, el 0% eran de otras razas y el 0% pertenecían a dos o más razas. Del total de la población el 0% eran hispanos o latinos de cualquier raza.